# Tove Jansson

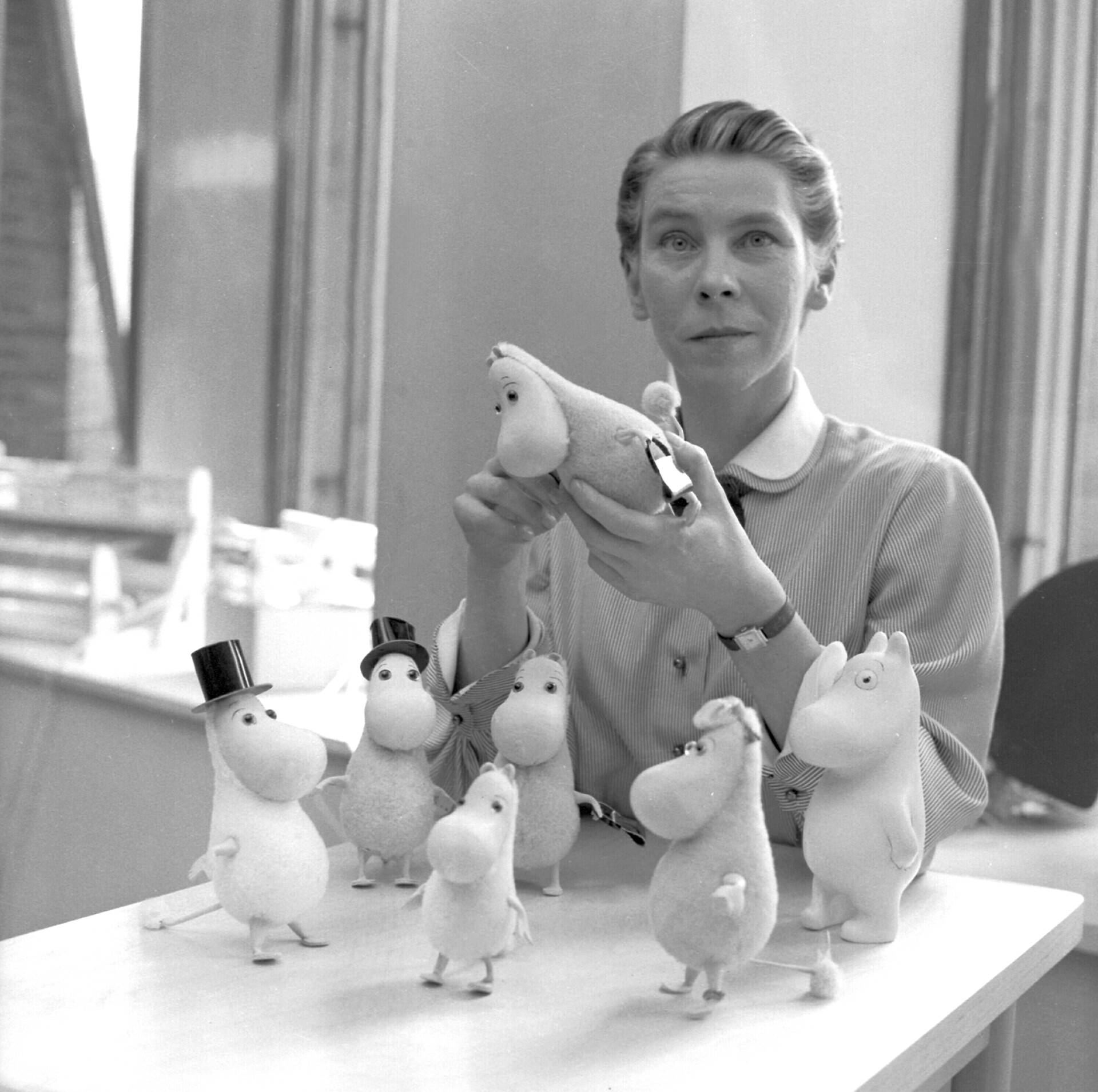
Tove Jansson mit Muminfiguren (1956)

Signatur Janssons

Tove Janssonⓘ (* 9. August 1914 in Helsinki; † 27. Juni 2001 ebenda) war eine finnlandschwedische Schriftstellerin, Zeichnerin, Comicautorin, Graphikerin, Illustratorin und Malerin. Berühmt ist sie vor allem für die von ihr geschaffene Phantasiewelt der Mumintrolle, sie schrieb aber auch Literatur für Erwachsene. Ein besonderer Reiz ihres Werks ist das vielseitige Zusammenspiel von Bildern und Texten.

## Leben und Werk

### Familie
Tove Jansson wuchs in einer Künstlerfamilie auf. Vater Viktor „Faffan“ Jansson (1886–1958) war ein Bildhauer, der aus einer finnlandschwedischen Kaufmannsfamilie stammte. Ihre Mutter Signe „Ham“ Hammarsten-Jansson (1882–1970), eine bekannte Graphikerin, war die Tochter eines schwedischen Pastors. Jansson hatte zwei jüngere Brüder, Per Olov (1920–2019) und Lars (1926–2000). Jansson wuchs in Helsinki in einem überwiegend schwedischsprachigen Umfeld auf. In ihrer Kindheit verbrachte sie viel Zeit bei der Verwandtschaft ihrer Mutter in Schweden auf der Insel Blidö sowie auf der finnischen Schäreninsel Pellinge, dem Sommerdomizil der Familie. Beide gelten als Vorbilder für die in den Mumin-Romanen geschilderten Landschaften. Die Eltern führten ein Leben zwischen Bürgerlichkeit und Bohème und lebten oft in unsicheren finanziellen Verhältnissen. Signe Hammarsten-Jansson hatte in Stockholm und Paris Kunst studiert. Sie war eine begabte Künstlerin, Kunstwerke von Frauen fanden in Finnland um diese Zeit aber kaum Resonanz. So unterstützte sie die künstlerische Karriere ihres Mannes und sorgte gleichzeitig mit ihren Graphikarbeiten für den Lebensunterhalt der Familie. Unter ihrer Anleitung lernte Tove Jansson als Kind das Zeichnen. Mit 14 Jahren veröffentlichte sie ihre erste Zeichnung in einer Zeitung, mit 15 Jahren ihren ersten Comic in einer Kinderzeitschrift. Tove stand in ihrer Jugend ihrem Vater Modell für die Bronzesplastik Convolvulus im Kaisaniemi-Park und für die Meerjungfrau im Wasser neben der Espa Stage im Esplanadi-Park in Helsinki. Die Beziehung zu ihrem Vater gestaltete sich aufgrund gegensätzlicher gesellschaftlicher und politischer Ansichten konfliktreich, dennoch blieb er zeit ihres Lebens für Tove Jansson ein wichtiger künstlerischer Bezugspunkt und seine Meinung zu ihrer eigenen Kunst entscheidend. Zu ihrer Mutter hatte sie ihr Leben lang eine enge Bindung, ebenso zu ihren Brüdern, mit denen sie später auch künstlerisch zusammenarbeitete. Vor allem aber vermittelte ihre Mutter Tove nicht nur die Liebe zum Zeichnen und entsprechende Techniken, sondern auch erste Kontakte zu Verlagen und Zeitschriften, sodass sie dort zum Teil in die Fußstapfen ihrer Mutter trat.
Während ihrer Studienzeit lernte sie ihre spätere Lebenspartnerin, die Grafikerin Tuulikki Pietilä, kennen, mit der sie von 1955 bis zu ihrem Tod zusammenlebte.

### Ausbildung
Jansson ging ungern zur Schule und war keine gute Schülerin, nicht einmal im Kunstunterricht, den sie als zu streng und einengend empfand. Mit 16 Jahren brach sie die Schule ab und zog auf Betreiben ihrer Eltern zu ihrem Onkel nach Stockholm. An der Technischen Schule Stockholm, an der auch ihre Mutter studiert hatte, studierte Jansson von 1931 bis 1933 mit dem Schwerpunkt Illustration und Werbezeichnung. Mit der Zeit interessierte sie sich immer mehr für Malerei. Sie kehrte 1933 nach Helsinki zurück und studierte dort an der Zeichenschule des Kunstvereins (nach ihrem Sitz im gleichnamigen Gebäude auch kurz Ateneum genannt) von 1933 bis 1936 Malerei. Zwischenzeitlich verließ sie die Schule aus Protest gegen deren konservative Ausbildung, nahm aber ihre Studien später wieder auf. Die Ausrichtung der finnischen Kunstschulen war damals wenig international. Dank ihres Aufenthaltes in Schweden war Jansson europäischer orientiert. 1934 reiste sie erstmals nach Deutschland und Frankreich, wo sie vor allem die Maler des Impressionismus studierte. 1938 und 1939 reiste sie erneut nach Frankreich und Italien. Ihre Reise zum Vesuv inspirierte sie später zu ihrem Kinderbuch Komet im Mumintal. Janssons Werke aus dieser Zeit sind großformatige Gemälde mystischer Landschaften und märchenhafter Szenen.
In dieser Zeit lernte Jansson den sechs Jahre älteren Samuel Besprosvanni, später bekannt als Sam Vanni, kennen, der ihr Privatlehrer und für einige Jahre ihr Lebensgefährte wurde. Vanni hatte einen prägenden Einfluss auf Janssons Weltsicht und Malstil. Das Paar trennte sich nach wenigen Jahren, Jansson blieb aber mit Sam Vanni und seiner späteren Ehefrau Maya eng befreundet.

### Illustratorin und Malerin
Ab den 1930er Jahren verdiente Jansson ihr Geld mit Karikaturen und Illustrationen, unter anderem für Buchumschläge und Postkarten. Ihre politischen Karikaturen richteten sich gegen den Nationalsozialismus und Stalinismus und stießen immer wieder auf Widerstand. Karikaturen, die sich gegen Deutschland wandten, waren im traditionell deutschlandfreundlichen Finnland nicht gut angesehen. In schwedischsprachigen Publikationen wie der Zeitung Svenska Pressen und der Satirezeitschrift Garm konnte sie sich freier ausdrücken, aber auch diese gerieten zunehmend unter Druck. Schon damals tauchte der Mumintroll als Markenzeichen auf ihren Bildern auf. Auch nach Kriegsende zeichnete Jansson weiter für die Zeitschrift Garm, für die sie häufig auch die Titelseite gestaltete. Ihre Karikaturen hatten nun unter anderem den Alltag im zerstörten Finnland und die Aufarbeitung von Kriegsverbrechen zum Thema. Janssons Schwerpunkt war nach wie vor die Malerei. 1944 mietete sie im Stadtzentrum von Helsinki ein Atelier in der Ullanlinnankatu 1, in dem sie lebte und arbeitete. In den Kriegsjahren malte sie zudem Porträts und Selbstporträts, von denen sie viele verkaufte.
In den 1940er Jahren wurde Jansson zunehmend als Malerin großflächiger Wandgemälde bekannt. Sie schuf Glasmalereien und Wandgemälde für öffentliche und private Gebäude, darunter Schulen, Kindergärten, Krankenhäuser, Restaurants und Fabrikgebäude. Einer ihrer bedeutendsten Aufträge waren zwei Fresken für den Speisesaal des Stadthauses von Helsinki, die sie 1946 begann. 1954 malte sie ein Altarbild für die Kirche von Teuva in Westfinnland, das das Gleichnis von den klugen und törichten Jungfrauen darstellt. Insbesondere in den 1950er Jahren waren diese Gemälde für Jansson eine wichtige Einnahmequelle. Mit wachsender Bekanntheit der Mumins wurden insbesondere für die Kindereinrichtungen zunehmend Mumin-Gemälde nachgefragt. Ihr letztes Monumentalgemälde schuf sie 1984 für einen Kindergarten.
Auch als Illustratorin wurde Tove Jansson schon ab den 1930er Jahren bekannt. Sie illustrierte nicht nur ihre eigenen Bücher, sondern später auch unter anderem Der Hobbit von J.R.R. Tolkien [1962] sowie The Hunting of the Snark [1959] und Alice im Wunderland [1966] von Lewis Carroll.

### Die Mumins
Der Schriftsteller und Politiker Atos Wirtanen, mit dem Tove Jansson zwischen 1944 und 1951 liiert war, ermutigte sie, ihr erstes Kinderbuch zu veröffentlichen. Die Geschichte, die sie während des Winterkrieges begonnen hatte, erschien 1945 unter dem Titel Småtrollen och den stora översvämnigen (Der kleine Troll und die große Überschwemmung, als Mumins lange Reise erstmals 1992 auf Deutsch) und bildet den Vorläufer der Mumin-Reihe. Das Buch war kommerziell nicht erfolgreich. Erst das dritte Buch Trollkarlens hat (Der Hut des Zauberers, dt. Die Mumins. Eine drollige Gesellschaft), 1948 veröffentlicht, machte Jansson als Schriftstellerin international bekannt. Den Durchbruch auf Finnisch verschaffte ihr erst das 1952 erschienene Bilderbuch Mumin, wie wird’s weiter gehen?.
1947 zeichnete Tove Jansson ihren ersten Mumin-Comic, wiederum auf Anregung Atos Wirtanens, nach Motiven ihres zweiten Mumin-Bandes, Kometjakten (Kometenjagd, dt. Komet im Mumintal) von 1946. Er erschien unter dem Titel Mumintrollet och jordens undergång (dt. Mumin und der Weltuntergang) in der schwedischsprachigen Wochenzeitung Ny Tid, deren Herausgeber Wirtanen war. Nach einem halben Jahr wurde die Serie eingestellt. Überlegungen, sie anderen Zeitungen anzubieten, blieben erfolglos. 1952 wandte sich jedoch der britische Zeitungskonzern Associated Newspapers an sie und bat um einen täglichen Comicstrip mit den Mumins, deren erste Bücher mittlerweile auch in Großbritannien populär geworden waren. Die erste Folge erschien 1954 im Boulevardblatt The Evening News. Bis 1959 folgten etliche weitere Fortsetzungsgeschichten, die sich sowohl an Kinder wie an Erwachsene richteten und auf den Büchern basierten, darüber hinaus aber auch neue Figuren und Handlungsstränge einführten. Janssons jüngster Bruder Lars übersetzte sie ins Englische. Obwohl die Comics international beliebt waren und Jansson erstmals ein stetiges Einkommen sicherten, wurde das Comiczeichnen für sie bald zu einer Belastung. Der hohe Zeitdruck nahm ihr die Freude am Arbeiten, und ihr Status als weltweite Berühmtheit überforderte sie zuweilen. 1959 kündigte Jansson ihre Zusammenarbeit mit den Evening News. Lars Jansson, der an vielen der Comics mitgearbeitet und den Zeichenstil seiner Schwester gelernt hatte, übernahm die Arbeit und führte die Mumin-Comics für weitere 15 Jahre fort. Der Comic wurde in 120 Zeitungen in 40 Ländern veröffentlicht und ist damit bis heute die erfolgreichste finnische Comicserie.
Nach der stressreichen Phase als Comicautorin hatte Tove Jansson das Bedürfnis, sich von den Mumins zu lösen. So gestaltete sie 1960 ihr zweites Bilderbuch, Wer tröstet Toffel?, im Stil vieler ihrer Mumin-Illustrationen, ließ die Mumins darin aber nicht vorkommen. Bereits 1957 hatte sie jedoch mit Winter im Mumintal wieder zu den Mumin-Büchern zurückgefunden und ihnen eine neue, erwachsenere Richtung gegeben. Danach schrieb sie noch die Geschichtensammlung Geschichten aus dem Mumintal sowie zwei weitere Mumin-Romane. Mumins wundersame Inselabenteuer ist der letzte Roman, in dem die Mumins vorkommen. Mit Herbst im Mumintal erzählte sie vom Verschwinden der Mumins aus dem Mumintal und beendete damit deren Geschichte. 1977 und 1980 brachte sie jedoch zwei weitere Bilderbücher heraus, Die gefährliche Reise, ebenfalls in der Welt der Mumins angesiedelt, und Der Schurke im Muminhaus. Letzteres gestaltete sie gemeinsam mit Fotografien ihres Bruders Per Olov Jansson.
Tove Jansson schuf viele der Figuren der Mumin-Welt nach realen Vorbildern. Atos Wirtanen beeinflusste zwei Figuren der Mumin-Welt, den Schnupferich und den Bisam. Eine weitere zentrale Person in Janssons Leben war die Theaterregisseurin Vivica Bandler, die Jansson 1946 kennenlernte. Zwischen ihnen entwickelte sich eine Liebesbeziehung, die sie geheim halten mussten, nicht nur weil Bandler verheiratet war, sondern vor allem, weil Homosexualität in Finnland um diese Zeit noch unter Strafe stand. In ihrem Fresko für das Stadthaus von Helsinki malte sie jedoch Vivica Bandler bestens erkennbar ins Zentrum eines der Bilder und trotzte so den gesellschaftlichen Zwängen. Außerdem verewigte Jansson das Paar in den heimlichtuerischen Figuren Tofsla und Vifsla, die im dritten Mumin-Roman Die Mumins. Eine drollige Gesellschaft erstmals vorkommen. 1947 endete die Beziehung; Jansson und Bandler blieben aber lebenslang eng befreundet. Jansson holte regelmäßig Bandlers Meinung zu ihren Manuskripten ein und verfasste auf ihre Anregung hin Theaterstücke über die Welt der Mumins, bei denen Bandler Regie führte. Bandler und ihr österreichischer Ehemann Kurt übersetzten gemeinsam die ersten drei Mumin-Romane ins Deutsche. Janssons spätere langjährige Lebensgefährtin, die Grafikerin Tuulikki Pietilä, findet sich in der Figur Tooticki in den Mumin-Büchern wieder.

### Späte Lebensjahre

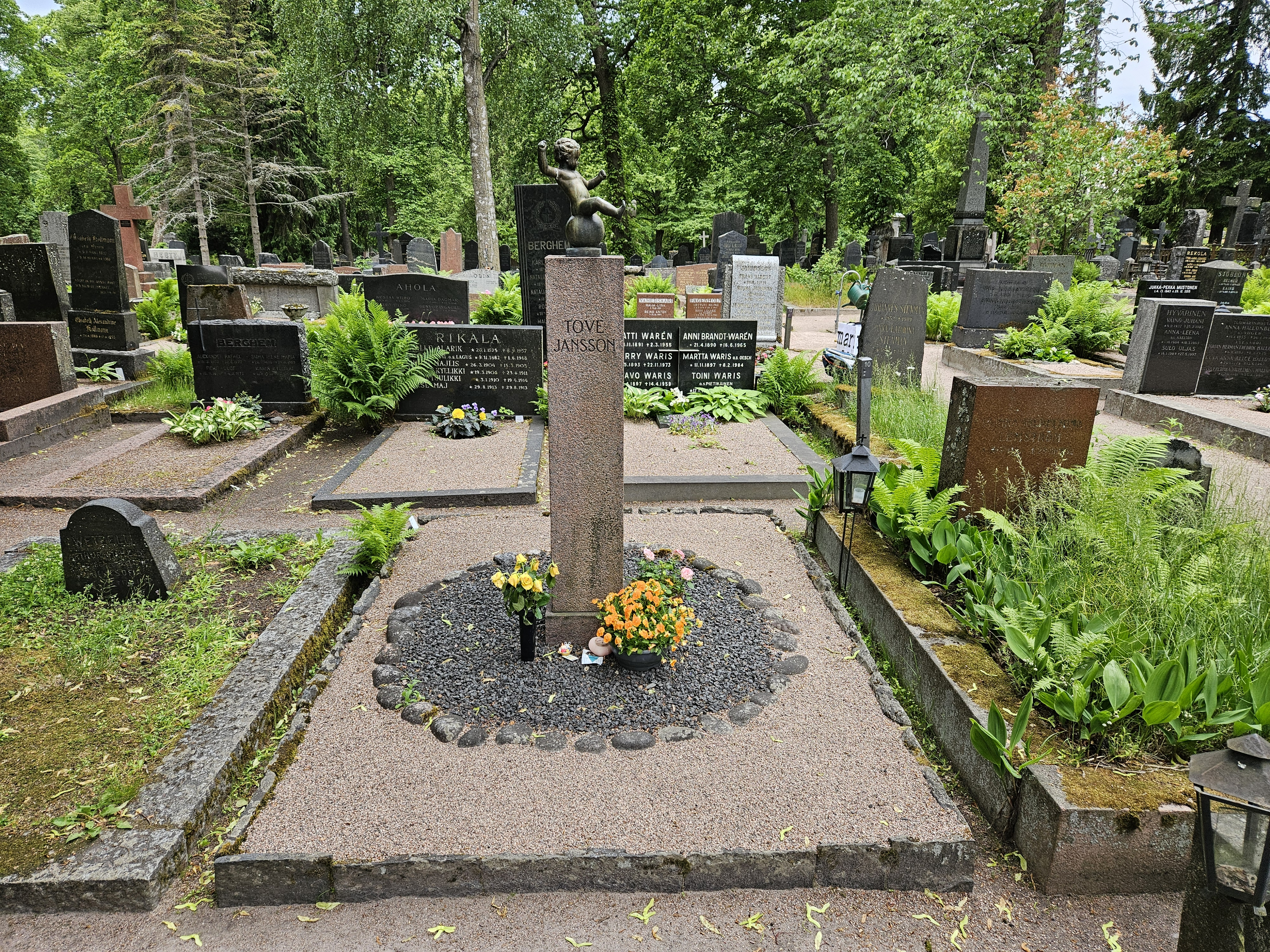
Grabstätte von Tove Jansson